# Пудербах
Пудербах (нім. Puderbach) — громада в Німеччині, розташована в землі Рейнланд-Пфальц. Входить до складу району Нойвід. Центр об'єднання громад Пудербах.
Площа — 11,03 км2. Населення становить 2379 ос. (станом на 31 грудня 2020).